# Gross Fiescherhorn
Il Gross Fiescherhorn (4.049 m s.l.m.) è una montagna svizzera delle Alpi bernesi.

## Descrizione

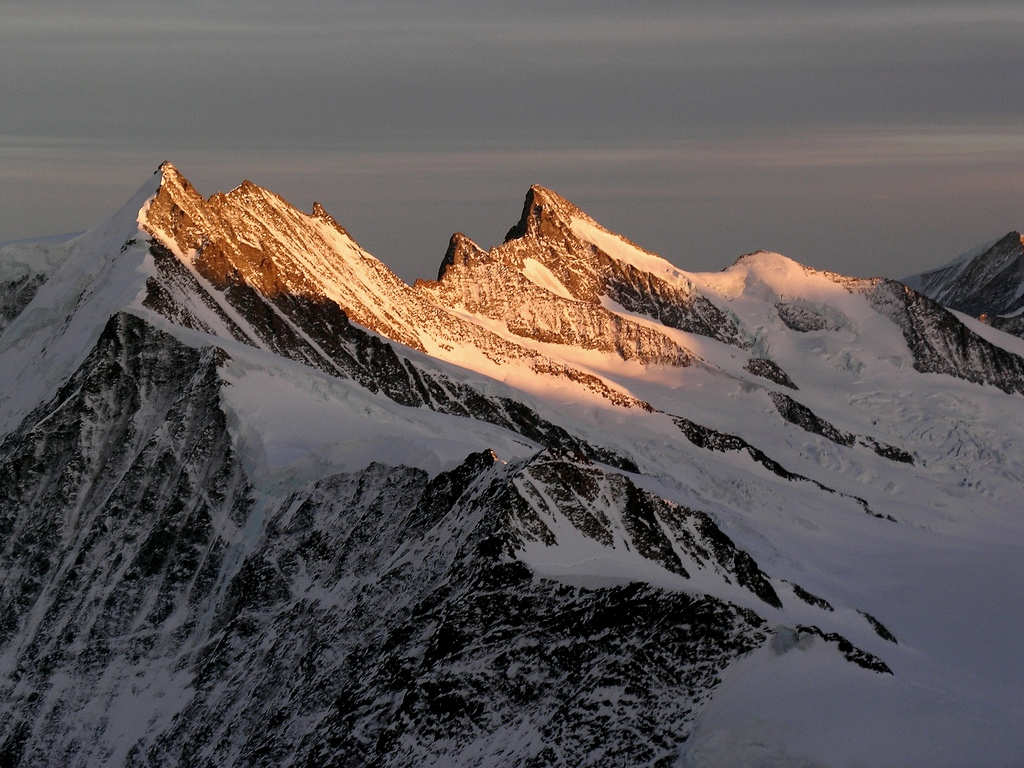
Il Gross Fiescherhorn a sinistra ed il Grünhorn al centro-destra. Tra i due l'Hinter Fiescherhorn ed il Klein Grünhorn.

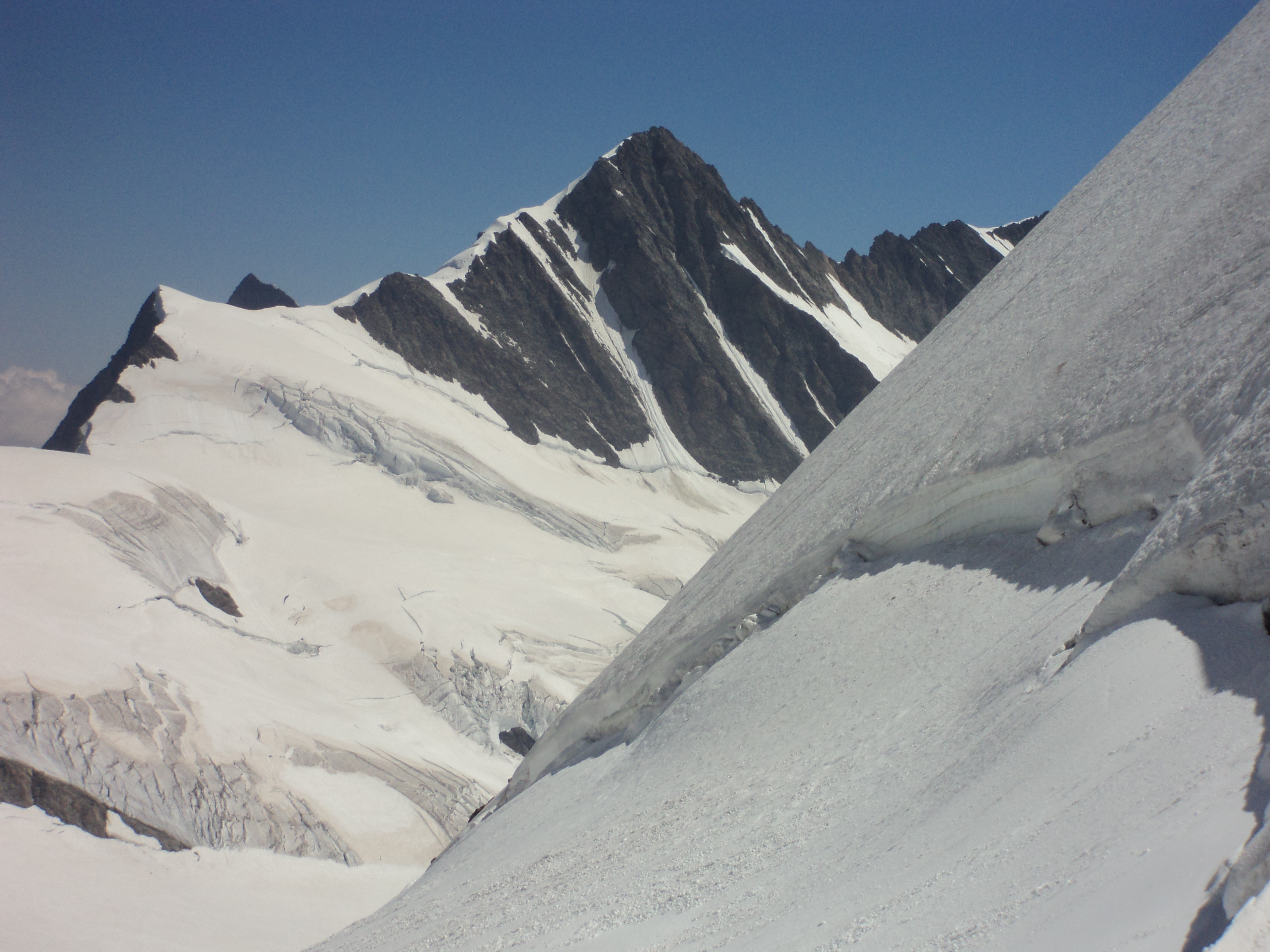
La montagna vista dalla Mönchsjochhütte.

La montagna è la più alta delle tre punte:
- Gross Fiescherhorn - 4.049 m - sul confine tra il Canton Berna ed il Canton Vallese
- Hinter Fiescherhorn - 4.025 m - nel Canton Vallese
- Klein Fiescherhorn (detto anche Ochs Fiescherhorn) - 3.895 m - sul confine tra il Canton Berna ed il Canton Vallese

Essa è collocata lungo la linea di montagne che dal Mönch (ad occidente) va verso il Finsteraarhorn (ad oriente). Dalla vetta si dipartono tre cresta principali: la prima con direzione nord-ovest si chiama Walchergrat, la seconda con direzione sud-est la collega all'Hinter Fiescherhorn e la terza con direzione prima nord-est e poi est va verso il Klein Fiescherhorn.
La montagna, essendo nascosta dalle altre montagne di maggiore altezza, è visibile solamente dalla città di Grindelwald (1034 m).

## Ascensione alla vetta
La prima ascensione fu compiuta il 23 luglio 1862 da Adolphus Warburton Moore e Hereford Brooke George con le guide Christian Almer e Ulrich Kaufmann, per la parete sud-ovest.
La via normale di salita alla vetta avviene tramite il ghiacciaio Ewigschneefeld e la cresta sud-est. La via viene classificata PD+. Per percorrere la via si può partire dalla Mönchsjochhütte oppure da Konkordiahütte. Nel primo caso dal rifugio si scende lungo il Ewigschneefeld fino a portarsi ad una quota di 3.260 m su un pianoro piuttosto pianeggiante del ghiacciaio alla base del pendio tra la cresta sud-sud-ovest che scende dal Gross Fiescherhorn e la cresta sud-ovest che scende dall'Hinter Fiescherhorn. Per pendio glaciale si sale al Fieschersattel (3.923 m), colle che separa i due Fiescherhorn. Infine si risale la cresta sud-est.
Una seconda via di salita può avvenire tramite la cresta nord-ovest con partenza dalla Mönchsjochhütte. La via è classificata AD.
Una terza via di salita può avvenire per il versante est della montagna e con partenza dalla Finsteraarhornhütte. La via viene classificata PD+. Nel dettaglio dal rifugio si scende sul Walliser Fiescherfirn e poi lo si risale fino al plateau sommitale ad oriente della vetta. Di qui si risale il versante.